# Yüksək dəstə 1993
La Yüksək dəstə 1993 è stata la seconda edizione del massimo campionato di calcio azero disputata nella primavera del 1993 e conclusa con la vittoria del Karabakh Agdam, al suo primo titolo.
Capocannoniere del torneo fu Samir Alekberov con 16 reti.

## Formula
Le squadre partecipanti furono venti, divise in due gironi da 10 e disputarono un turno di andata e ritorno per un totale di 18 partite. I primi due club di ogni girone si incontrarono per le finali scudetto mentre le ultime tre vennero retrocesse in Birinci Divizionu-
Il Tərəqqi Futbol Klubu (Taraggi Baku) cambiò nome in Azneftyag Baku mentre la neopromossa Kyur Samukh diventò Boz Gurd Samukh.
Nel girone B venne retrocessa per decisione della federazione il Dashgyn Zakataly e rimase nella massima serie il Shakhdag Kusary.

## Prima fase

### Gruppo A
|  | Pos. | Squadra            | Pt | G  | V  | N | P  | GF | GS | DR  |
|  | ---- | ------------------ | -- | -- | -- | - | -- | -- | -- | --- |
|  | 1.   | Kyapaz Gyandzha    | 30 | 18 | 13 | 4 | 1  | 48 | 13 | +35 |
|  | 2.   | Turan Tauz         | 30 | 18 | 12 | 6 | 0  | 34 | 4  | +30 |
|  | 3.   | PFC Neftchi Baku   | 27 | 18 | 11 | 5 | 2  | 39 | 11 | +28 |
|  | 4.   | FK Khazar Lenkoran | 21 | 18 | 8  | 5 | 5  | 23 | 20 | +3  |
|  | 5.   | Pambygchi Barda    | 18 | 18 | 7  | 4 | 7  | 17 | 21 | -4  |
|  | 6.   | Kyur Mingechaur    | 18 | 18 | 6  | 6 | 6  | 21 | 25 | -4  |
|  | 7.   | Nidzhat Mashtagi   | 15 | 18 | 7  | 1 | 10 | 23 | 27 | -4  |
|  | 8.   | Avei Akstafa       | 11 | 18 | 3  | 5 | 10 | 11 | 26 | -15 |
|  | 9.   | Azneftyag Baku     | 8  | 18 | 3  | 2 | 13 | 12 | 33 | -21 |
|  | 10.  | Umid Dzhalilabad   | 2  | 18 | 0  | 2 | 16 | 8  | 56 | -48 |

### Gruppo B
|  | Pos. | Squadra              | Pt | G  | V  | N | P  | GF | GS | DR  |
|  | ---- | -------------------- | -- | -- | -- | - | -- | -- | -- | --- |
|  | 1.   | Karabakh Agdam       | 25 | 18 | 9  | 7 | 2  | 23 | 11 | +12 |
|  | 2.   | Khazar Sumgait       | 24 | 18 | 11 | 2 | 5  | 29 | 15 | +14 |
|  | 3.   | Dashgyn Zakataly     | 21 | 18 | 9  | 3 | 6  | 30 | 22 | +8  |
|  | 4.   | Azeri Baku           | 19 | 18 | 9  | 1 | 8  | 23 | 28 | -5  |
|  | 5.   | Inshaatchi Baku      | 18 | 18 | 7  | 4 | 7  | 28 | 22 | +6  |
|  | 6.   | FK Vilash Masalli    | 17 | 18 | 7  | 3 | 8  | 21 | 24 | -3  |
|  | 7.   | Gyumrik Kakhi        | 17 | 18 | 6  | 5 | 7  | 25 | 26 | -1  |
|  | 8.   | Inshaatchi Sabirabad | 16 | 18 | 5  | 6 | 7  | 21 | 22 | -1  |
|  | 9.   | Boz Gurd Samukh      | 14 | 18 | 4  | 6 | 8  | 19 | 30 | -11 |
|  | 10.  | Shakhdag Kusary      | 9  | 18 | 3  | 3 | 12 | 19 | 38 | -19 |

Legenda:

      Ammessa alle fasi finali
      Retrocessa in Birinci Divizionu
Note:

Due punti a vittoria, uno a pareggio, zero a sconfitta.

## Finali per il titolo
Le vincenti di ogni girone giocarono contro le seconde classificate dell'altro raggruppamento in unica partita. Entrambe le sfide si conclusero in parità dopo i 90 minuti: il Khazar Sumgait vinse ai rigori mentre il Karabakh Agdam ai tempi supplementari. La finale per il terzo posto non si disputò per il ritiro del Kyapaz Gyandzha.

### Semifinali
| 27 luglio 1993 | Kyapaz Gyandzha | 3 – 4 | Khazar Sumgait |  |

| 18 luglio 1993                                    | Karabakh Agdam | 1 – 0 | Turan Tauz |  |
| \| \| \| \| \| U.Guseinov 102’ \| Marcatori \| \| |                |       |            |  |
|                                                   |                |       |            |  |
| U.Guseinov 102’                                   | Marcatori      |       |            |  |

### Finale
La finale si disputò il 1º agosto 1993 e vinse la sfida il Karabakh Agdam che si aggiudicò il campionato.
| 1º agosto 1993                                   | Karabakh Agdam | 1 – 0 | Khazar Sumgait |  |
| \| \| \| \| \| Y.Guseinov 36’ \| Marcatori \| \| |                |       |                |  |
|                                                  |                |       |                |  |
| Y.Guseinov 36’                                   | Marcatori      |       |                |  |

## Verdetti
- Campione: Karabakh Agdam
- Retrocessa in Birinci Divizionu: Avei Akstafa, Azneftyag Baku, Umid Dzhalilab, Dashgyn Zakataly, Inshaatchi Sabirabad, Boz Gurd Samukh.